# Acidente do Douglas DC-3 da KLM em 1947
O acidente do Douglas DC-3 da KLM em 1947 foi o acidente envolvendo um voo da KLM Royal Dutch Airlines de Amsterdã para Estocolmo via Copenhague, em 26 de janeiro. Ocorreu logo após o Douglas DC-3 decolar do aeroporto de Kastrup, na Dinamarca. Todos os 22 passageiros e tripulantes a bordo foram mortos.
Entre os mortos no acidente estavam o Príncipe Gustavo Adolfo, da Suécia (na época de sua morte, o segundo na linha de sucessão ao trono sueco e pai do rei Carlos XVI Gustavo), a cantora de ópera estadunidense Grace Moore e a atriz dinamarquesa Gerda Neumann. O Príncipe Gustavo Adolfo era o pai do atual rei da Suécia, Carlos XVI Gustavo. Cem mil pessoas compareceram ao seu funeral. O corpo de Moore foi levado de avião para Paris em outro avião da KLM, e ela foi enterrada em 3 de fevereiro de 1947, com a presença de mais de 500 pessoas.
A provável causa do acidente foi a falha na remoção dos bloqueios de rajadas que seguravam os profundores da aeronave enquanto ela estava estacionada. Foi o pior desastre da aviação na Dinamarca no momento do acidente.